# Amblystegium brachiatum
Amblystegium brachiatum là một loài rêu trong họ Amblystegiaceae. Loài này được Mitt. Broth. mô tả khoa học đầu tiên năm 1900.